# 欽也のそっくりベスト10
『欽也のそっくりベスト10』（きんやのそっくりベストテン）は、1981年（昭和56年）1月11日から同年9月27日までTBS系列局で放送されたバラエティ番組（お笑い番組）で、愛川欽也の冠番組の1つ。放送時間は毎週日曜 12:00 - 13:00 (JST) 。全38回。

## 概要
毎週そっくりさん（顔やものまね）をベスト10形式で発表し、最高賞金&賞品合計100万円を目指して挑戦する勝ち抜き式の歌合戦。ランキングは、同じくTBS系で放送されていた『ザ・ベストテン』のデータに基づいていた。日本人だけでなく、アメリカ人などが登場することもあった。収録は、東京都新宿区にある日本青年館で行われていた。

## 出演者

### 司会
- 愛川欽也
- 酒井ゆきえ

### キンコンマン
- タモソ - タモリのそっくりさんであるタレント。チューブラーベルの叩き役を務めていた。

### 審査員
- 観客から選ばれた審査員50名
- 宮川泰（審査委員長）
- 若人あきら（現・我修院達也）
- 滝田ゆう
- 服部克久
- 天地総子
- ほか

これらの他に、着ぐるみの番組マスコット「まねキン」（愛川の顔を模している）が登場していた。

## スタッフ
- 制作：青柳脩
- プロデューサー：小松敬
- 演出：大場昴一、斉藤薫、鈴木宏義
- 構成：奥山侊伸、沢口義明、つかさけんじ
- 音楽：平間厳一

## ルール
- 参加者は一般出場者・芸能人合わせて10組。
- 最初の参加者が登場し、歌を歌う（顔そっくりの参加者は、その元になった人の持ち歌。ものまねの参加者は、得意のものまねで歌う）。この歌い方を見て観客審査員は「良い」と思ったら1人ずつボタンを押す。歌い終わったら、5人の審査員（1人10点。計50点。観客審査員と合わせて100点）に審査し、チャンピオン席に座る。
- 2人目からは、同じ要領で歌と審査を行い、チャンピオンの点数を下回ったら、即退場。チャンピオンの点数を上回ったら（この時はキンコンマンがチューブラーベルを叩く）、新たにチャンピオン席に座り、前のチャンピオンは退場。同点の時は2人で座る。
- 全10組が終わり、最後までチャンピオン席に座った参加者（つまり最終的に高得点を獲得した参加者）が優勝。優勝者は30万円相当の賞品を獲得。さらに、点数×1万円の金額から獲得賞品30万円分を差し引いた金額が優勝賞金となる（例：優勝者の点数が90点だったら、90万円-30万円=60万円で60万円が優勝賞金となる）。

| TBS系列 日曜12:00枠                              | TBS系列 日曜12:00枠                                | TBS系列 日曜12:00枠                                              |
| 前番組                                           | 番組名                                             | 次番組                                                           |
| ------------------------------------------------ | -------------------------------------------------- | ---------------------------------------------------------------- |
| 体力ゲームドンGAMBA! （1980年7月6日 - 12月28日） | 欽也のそっくりベスト10 （1981年1月11日 - 9月27日） | 日曜ヒットスクリーン ※ - 13:55 （1981年10月4日 - 1982年3月28日） |